# Cool (canção de Gwen Stefani)
"Cool" é uma canção pop da cantora norte-americana Gwen Stefani, escrita por ela e por Dallas Austin para o seu primeiro álbum solo, Love. Angel. Music. Baby., em 2004. O estilo musical da canção e a produção dela foram fortemente inspiradas pela música da década de 1980, sendo, em geral, bem recebida pela crítica.
A letra da música descreve uma relação amorosa onde as duas pessoas envolvidas se separam, mas tudo permanece "cool" (bem, legal) entre elas como amigos. Assim que a canção foi lançada, os meios de comunicação estabeleceram um paralelo entre o conteúdo da letra e o relacionamento romântico que Stefani teve com Tony Kanal, seu colega no grupo No Doubt.
A canção foi lançada como quarto single do álbum em meados de 2005 e chegou às vinte canções mais tocadas na maioria das paradas musicais em que figurou. Embora não tenha feito o mesmo sucesso que o single antecessor, "Hollaback Girl", a canção chegou à primeira posição no Canadá e na Argentina, além de ter feito parte da trilha sonora do filme Click e de ser exibida antes do lançamento oficial como single, no seriado The O.C.

## Antecedentes e letra

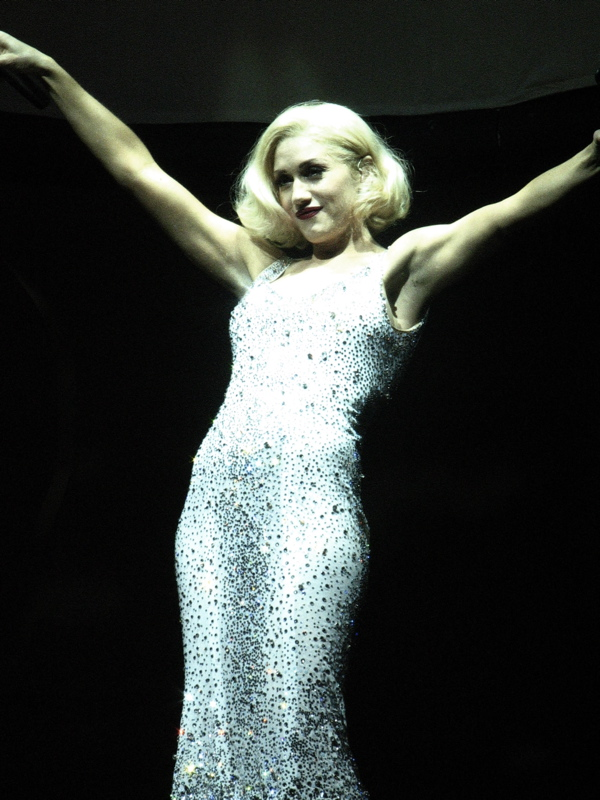
Gwen Stefani apresentando "Cool" na Harajuku Lovers Tour 2005.

A letra de "Cool" reflete o antigo relacionamento de Gwen Stefani com o baixista da banda No Doubt, Tony Kanal. Embora a relação amorosa tenha acabado, a letra retrata que a atitude de ambos diante disso foi cool, legal, e que que ainda continuam bons amigos. O relacionamento de Stefani e Kanal já havia fornecido inspiração para a música do No Doubt, "Don't Speak" (1996), mas, enquanto "Cool" apresenta uma boa amizade entre os antigos amantes, Don't Speak é sobre uma relação falida e que nunca chegaria a uma solução para o casal.
Dallas Austin escreveu "Cool" após escutar a canção do No Doubt "Underneath It All" (2002). Ele não conseguiu terminar a canção e perguntou a Stefani se ela gostaria de ser co-autora da letra. Juntos, no estúdio, eles terminaram "Cool" em quinze minutos. "Quando ele me contou sobre a faixa e onde ele estava, eu só adicionei alguma coisa de mim", falou Stefani.
Austin escreveu sobre o rescaldo do relacionamento fracassado; a letra lembra uma situação romântica do ponto de vista de quem esqueceu o ex-amante. Stefani indica que ele já possui uma nova relação. Eles sugerem uma melhora de atitude através de um turbulento período de compreensão que leva seu relacionamento a um nível de respeito. Gwen Stefani soma a evolução da relação com a linha "after all that we've been through, I know we're cool" (depois que tudo o que passamos, eu sei que nós estamos bem). O antigo casal estaria agora em companhia da nova namorada de Kanal, enquanto Stefani está casada e congratula a nova amante com o sobrenome de Tony. Stefani disse que não teve intenção de misturar o material pessoal no álbum Love. Angel. Music. Baby. e comentou: "mas não importa o que você faça, as coisas só saem. Toda essa coisa terminou em minha cabeça e que põe fim a um capítulo de uma maneira muito agradável".

## Música e estrutura
"Cool" é uma canção de amor com produção de música New Wave e é composta em Ré maior. É escrita em marca de tempo comum e evolui num ritmo moderado de 112 batidas por minuto. A canção é escrita em forma verso-refrão comum e apresenta cinco instrumentos: baixo, tambor, guitarra, teclado e sintetizador. "Cool" abre com todos os cinco instrumentos e, quando Stefani começa a cantar, o sintetizador é abaixado e o tambor sofre altas batidas, vindo a música a aumentar em termos de volume. Ela realiza a maior altura em voz durante o refrão (C#5); depois ela canta suave, até chegar em sua menor altura (E3), no início dos versos.
O sintetizador imita os instrumentos de metal e de madeira para sopro, enquanto o baixo e a guitarra conservam uma proeminente e regular colcheia, usando uma progressão harmônica I-IV-V para os versos. Durante a percussão, uma bateria é usada, e a caixa é introduzida no início do terceiro refrão, que mantém sua batida. Quando a canção acaba gradualmente, Stefani repete as expressões "I know we're cool" e "yeah", e ela ocasionalmente enfatiza "cool". Seu leque vocal fecha em duas oitavas.
A banda que toca "Cool" está organizada da seguinte forma: Gwen Stefani está no vocal; o mix de áudio é tocado por Make "Spike" Stent; o baixo e a guitarra por Tony Reyes; o teclado por André 3000 e o sintetizador por Tony Kanal. As batidas no tambor e a produção musical foram feitas por Dallas Austin. A música também teve apoio técnico de Caesar Guevara, Doug Harms e Kevin Mills e produção adicional de Nellee Hooper. A canção foi gravada no Darp Studios, em Atlanta (Geórgia), e no O'Henry Sound Studios, em Burbank (Califórnia), nos Estados Unidos.

## Posições

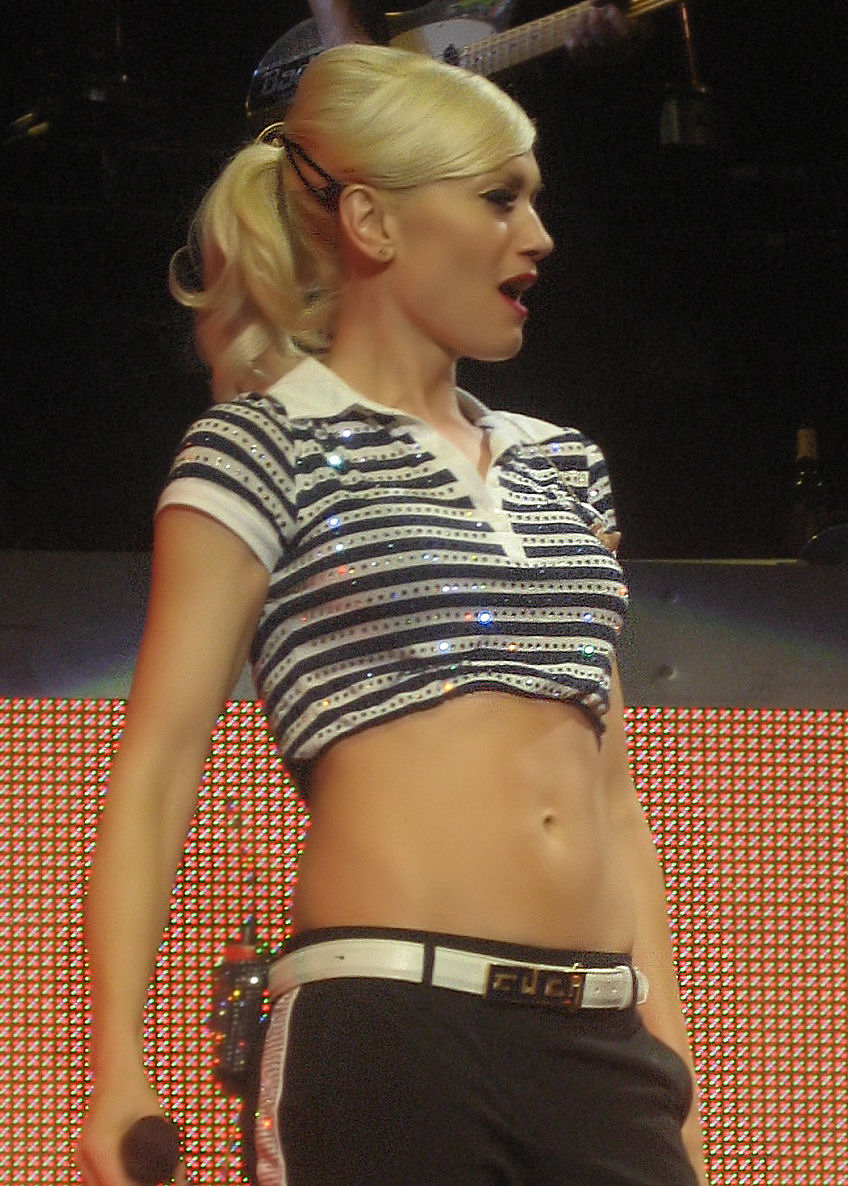
Gwen Stefani em apresentação de Cool na cidade de Mansfield, Massachusetts, Estados Unidos.

Ainda que "Cool" tivesse sido lançada oficialmente às rádios dos Estados Unidos da América em 5 de julho de 2005, uma semana antes já estava na lista da Billboard Pop 100 Airplay, entrando na posição #50. Na semana seguinte, a canção iniciou na Billboard Hot 100 na posição #86. Subiu à 13ª posição na oitava semana, e ficou na lista até a vigésima semana. A música permaneceu na Top 20 na maioria das listas da Billboard. Seus remixes chegaram ao topo da Billboard Hot Dance Music/Club Play em meados de novembro.
No Canadá, a canção foi lançada em 13 de julho de 2005, chegando na quinta posição do Canadian BDS Airplay e permanecendo entre os #10 durante o mês de agosto. Já na lista oficial do país, o Canadian Singles Chart, a música iniciou numa posição mais alta que a dos Estados Unidos, chegando ao topo três meses depois, durante duas semanas, em 13 de outubro. "Cool" foi lançada na Europa, Austrália e Nova Zelândia em 22 de agosto de 2005. Na lista do Reino Unido, a canção chegou à posição onze. Na Austrália, a música iniciou na décima posição, mas foi descendo na lista. Então Gwen Stefani fez uma visita promocional ao país e a canção subiu alguns lugares, mas não passou de sua marca anterior.
Já na América Latina, a canção chegou à primeira posição na Argentina em 23 de setembro de 2005 e ao Brasil chegou ao trigésimo lugar no início de 2006. Quanto aos demais países da região, a canção se posicionou, segundo a MTV Latinoamérica, entre os dez últimos colocados do #20, atingindo a posição doze como máxima. A canção teve sucesso na Alemanha, Irlanda, Noruega e França, chegando ao #5 na Rússia, na África do Sul e na China. A canção não teve sucesso comercial no Japão, onde atingiu a ´75ª posição. Na United World Chart, a canção atingiu a sexta posição no dia 15 de outubro de 2005, conseguindo mais de dois milhões de pontos no período em que ficou na lista
| País/Parada de sucesso (2005)      | Posição |
| ---------------------------------- | ------- |
| África do Sul                      | 4       |
| Alemanha                           | 20      |
| América Latina                     | 12      |
| Argentina                          | 1       |
| Austrália                          | 10      |
| Áustria                            | 15      |
| Bélgica                            | 36      |
| Brasil                             | 30      |
| Canadá                             | 1       |
| China                              | 5       |
| Dinamarca                          | 14      |
| Estados Unidos (Billboard Hot 100) | 13      |
| Filipinas                          | 2       |
| Finlândia                          | 18      |
| França.                            | 32      |

| País/Parada de sucesso (2005)       | Posição |
| ----------------------------------- | ------- |
| Holanda                             | 6       |
| Irlanda                             | 12      |
| Itália                              | 15      |
| Japão                               | 75      |
| Nova Zelândia                       | 9       |
| Noruega                             | 16      |
| Portugal                            | 9       |
| Reino Unido                         | 11      |
| Rússia                              | 5       |
| Suíça                               | 24      |
| Billboard Adult Contemporary        | 23      |
| Billboard Adult Top 40              | 4       |
| Billboard Hot Dance Music/Club Play | 1       |
| Billboard Pop 100                   | 9       |

## Críticas
"Cool", em geral, foi bem recebida pela crítica de música pop contemporânea. A repórter da webrádio LAUNCHcast, Jennifer Nine, mencionou que a canção é como "um doce canto de alegria para as relações depois que estas acabam e se tornam amizades"; do mesmo jeito, a revista All Music Guide escreveu que é o "hino que as escolas secundárias esperavam", resumindo em "elegante, com texturas da New Wave". Richard Smirke, da PlayLouder, comentou que a canção usou a mesma fórmula que as outras canções do álbum, como "What You Waiting For?" e "Serious", descrevendo-a como uma "fresca combinação das produções do século XXI com o pop de Madonna na década de 1980".
Jason Damas, resenhista da PopMatters, caracterizou a canção como "uma fatia escorregadia de teclado impulsionada na New Wave pop que facilmente poderia ter se aberto em algum álbum do No Doubt… algo entre The Go-Go's e Cyndi Lauper", e adicionou, "imediatamente, a letra garante que a canção será cantada ao longo dos solitários dezesseis anos". Enquanto a revista Blender colocava "Cool" na posição #45 da lista das melhores canções de 2005, Bill Lamb, da About.com, considera que a canção "não agarra atenção imediatamente como seus outros singles", e o jornal Toronto Star chamou-a de "o hino do amor do ano, mas é o custo de sua curta duração e inegável repetição".

## Videoclipe

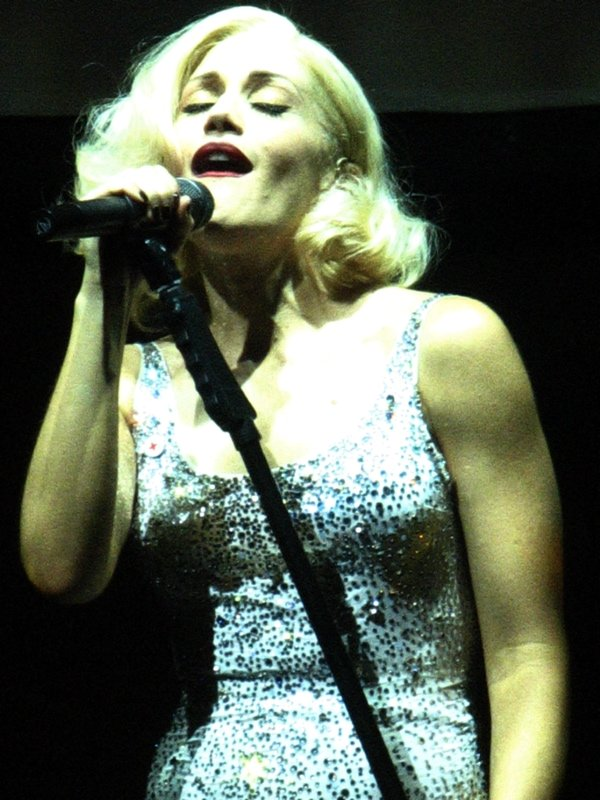
Gwen Stefani, cantando "Cool" na turnê Harajuku Lovers Tour 2005.

O videoclipe de Cool foi dirigido por Sophie Muller e gravado no Lago de Como, Itália. O vídeo seguiu a mesma temática que a canção, mostrando a relação que Stefani teve com seu antigo marido, que é interpretado por Daniel González. Este aparece caminhando com sua nova esposa (que é interpretada pela esposa de Tony Kanal, Erin Lokitz) até sua casa. Stefani abre a porta e os três se encontram muito sorridentes e felizes, conversando um com os outros. Nessa hora há cenas mescladas, com Stefani cantando em cima de uma cama e aparecendo flashbacks da juventude, onde Stefani e González saem a passear. Stefani se mostra nas cenas com uma peruca castanha, pois essa é a coloração natural de seu cabelo, a qual não é vista assim desde seus doze anos de idade. Ainda que a temática de Cool se mantenha ao decorrer do vídeo, há cenas em que Stefani se sente desagradável. Na maior parte do vídeo, ela se mostra sendo "cool" com o antigo marido e a esposa atual dele, mas há cenas onde se lembra de momentos em que saía com González e que são incômodos.
O vídeo mostra lugares da região do Lago de Como, como restaurantes, bosques e lagos. Tal lugar foi escolhido por Gwen Stefani para prestar homenagem à sua ascendência italiana. É também o primeiro vídeo de Love. Angel. Music. Baby. em que não aparecem as Harajuku Girls, que estiveram presentes na maioria das promoções de tal álbum. A versão completa de Cool, a qual se escuta no vídeo, não foi lançada comercialmente, que inclui um início com instrumentos de orquestra que diferem do estilo musical da canção.
O vídeo Cool estreou no Top Ten do programa da MTV Total Request Live, em 30 de junho de 2005, onde alcançou a terceira posição. No canal VH1, o vídeo chegou ao segundo lugar no programa Top 20 Video Countdown. Em 8 de julho de 2005, estreou na trigésima posição do MuchMusic's Countdown, e ascendeu ao primeiro lugar três meses depois, onde ficou durante uma semana. Cool estreou na nona posição do Top 100 Vídeos mais assistidos da LAUNCHcast, em 23 de julho.
Apesar de não ter sido lançada comercialmente, a versão completa do videoclipe de Cool está disponível no canal da conta de Gwen Stefani do serviço VEVO, vídeo este que é seu vídeo mais visto, chegando a ultrapassar a marca de 32 Milhões de Visualizações.

## Formatos e faixas promocionais
O single foi lançado em dois formatos: um em CD player e outro em download digital, além de haver duas track lists promocionais:
| - CD Single - Austrália, Canadá e Europa 1. "Cool" (versão original) 2. "Cool" (versão remix) 3. "Hollaback Girl" (Dancehollaback remix, por Tony Kanal) 4. "Cool" (videoclipe em CD-ROM) | - Download digital - Estados Unidos 1. "Cool" (Photek remix) 2. "Cool" (Richard X remix) |